# Sedum reniforme
Sedum reniforme là một loài thực vật có hoa trong họ Crassulaceae. Loài này được (H. Jacobsen) Thiede & 't Hart miêu tả khoa học đầu tiên năm 1999.